# Борба на Паклишту
У зору 31. јануара 1906. у орашачкој мали села Ђерман, састали су се деветочлана чета Јована Пешића-Стрелца и војвода Спаса Гарда, праћен тројицом четника. Ту су преданили и после вечере кренули за село Паклиште, у које су стигли око 10 часова увече. Преноћили су у кући сеоског десетара Тодора Скандила. Стражу нису поставили, пошто је по Тодоровој наредби на стражи био мештанин Трајко Оранац.
После ручка, око 13. часова, раскомоћене четнике је изненада опколила војска. Прва је то приметила домаћица и упозорила четнике. Уједно се огласила и борија (турска труба). Турском војском је командовао баш-чауш (наредник) а четнике је проказао мештанин Сава, брат стражара Трајка, на наговор сусељанина Јована. Сава је, преобучен у турску униформу, учествовао у опкољивању Тодорове куће. И поред Гардине забране на вратима се појавио Пешићев четник Бранко Лукић (родом из Ирига) који је турским плотуном убијен. Јуришем кроз турски заседу пробили су се Јован Пешић и Гардин четник Диме-Алиман Чауш. Они су бежећи кроз поток према селу Дејловце успели да се спасу. Група четника са домаћином Тодором, после неколико бомби које је Спаса Гарда бацио међу Турке, кренула је у пробој. Том приликом убијен је Тодор, а смртно рањен Пешићев четник Бранко Кустурић, чије је муке прекратио његов друг Александар Гроздановић. Рањени су Пешићеви четници Василије Милошевић и Радивоје Николајевић. Лакше је рањен и Гардин четник Манасије Трајковић-Страцинче. Прострелне ране је задобио и Спаса Гарда, који је погођен у образ (метак изашао на врат). Обе ране му је нанео баш-чауш, кога је убио сам Спаса Гарда.

## Последице и смртна казна
Поред баш-чауша, погинуло је и рањено око 13 војника. Јован Пешић, који се готово удавио у набујалом потоку, добио је тешке промрзлине на левој нози. Њега је, због непостављања страже, Централни одбор искључио из редова четника. Решење му је донето 4. марта 1906. од капетана Јаше Ненадовића у шабачком пододбору.
Спаса Гарда је успешно излечен у врањској окружној болници. Денунцијанти Сава и Јован су ухваћени 17. априла. Њима је шеф Горског штаба Михаило Ристић-Џервинац изрекао смртну казну, која је изведена пред сељацима Оташнице, Станче и Паклишта, 18. априла 1906. у 2 часа ујутру.